# Дубас, Владас
Вла́дас Ду́бас — литовский литературовед и писатель; в начале творческого пути писал на русском языке.
Родился в деревне Зеленка Волковышского уезда (ныне деревня Жалёйи Вилкавишкского района). Вскоре его семья переехала в Волковышки, где Влад посещал начальную немецкую школу. В 1907 году с серебряной медалью закончил Мариямпольскую гимназию, затем занимался в Варшавском, Парижском и Московском университетах. Окончил романское отделение историко-филологического факультета в 1915 году.
С 1913 печатался в журналах «Вокруг света», «Вестник знания» (экзотическая беллетристика, статьи о литературе, переводы с французского). Среди произведений этого периода фантастическая повесть «В царстве жар-птицы» (1914), в которой русские путешественники попадают на остров, где некий учёный проводит на орангутангах медицинские опыты, поднимая их сознание до человеческого уровня.
В Москве Дубас преподавал и готовил обширный труд о методе психических корреляций в литературной критике, который остался неопубликованным. В 1918 году переехал в Каунас, преподавал в гимназии. В 1922 году приглашён в только что учреждённый Литовский университет, преподавал романскую филологию. С 1924 года доцент, с 1928 ординарный профессор. Следовал принципам культурно-исторической школы Тэна.
В 1934 выпустил повесть «Витукас. История маленького мальчика», посвящённую памяти сына Валериана, умершего от менингита.

## Труды
- Įvadas į bendrą literatūrą (vadovėlis aukštosioms mokykloms, 1923 m., 3 papild. leid.: Literatūros įvadas 1931 m.) Введение во всеобщую литературу
- Prancūzų literatūros istorija (vadovėlis aukštosioms mokykloms, 2 t. 1929–1930 m.) История французской литературы
- François-René de Chateaubriand’as: studija, 1925 m. (Шатобриан)
- Anatole France: studija, 1928 m. (Анатоль Франс)
- Voltaire: studija, 1932 m. (Вольтер)
- Charles Baudelaire: studija, rankraštis (Бодлер)